# Sings Kristofferson
Sings Kristofferson è il ventiduesimo album in studio del cantante di musica country statunitense Willie Nelson, pubblicato nel 1979.
Si tratta di un album tributo con cover di canzoni dell'artista Kris Kristofferson.

## Tracce
Tutte le tracce sono di Kris Kristofferson, eccetto dove indicato.

Side 1
1. Me and Bobby McGee (Fred Foster, Kristofferson)
2. Help Me Make It Through the Night
3. The Pilgrim, Chapter 33
4. Why Me
5. For the Good Times

Side 2
1. You Show Me Yours (And I'll Show You Mine)
2. Lovin' Her Was Easier (Than Anything I'll Ever Do Again)
3. Sunday Mornin' Comin' Down
4. Please Don't Tell Me How the Story Ends